# 黃瑞鵬
黃瑞鵬（1966年—），台灣人，於1996年9月至1996年12月間擔任中華民國空軍空軍作戰司令部軍法室檢察組軍事檢察官，曾參與江國慶案，因法律追溯期已過，未被判刑。現已轉任公職（為簡任12職等）在退輔會白河榮民之家擔任家主任。

## 江國慶案
黃瑞鵬於1996年9月至1996年12月間擔任空作部軍法室檢察組軍事檢察官，因配合專案小組會議與長官指示，將江國慶和劉景太送禁閉處分，兩人隨即於1996年10月2日晚間9時30分被送往位在臺北市民權東路空軍松山基地指揮部對面之警衛營禁閉室執行禁閉。黃瑞鵬為有追訴或處罰犯罪職務之公務員，意圖取供而對江國慶施以強暴、脅迫。且黃瑞鵬等人對江國慶為公訴之提起，以致江國慶最終被死刑判決確定，並遭槍決身亡，此舉涉《中華民國刑法》第125條第2項之濫權追訴處罰致死罪嫌。
黃瑞鵬等人為求儘速破案，均明知零九一二專案已進入刑事偵查程序，應由具有刑事偵查權限之軍法人員、軍法警察官、軍法警察對江國慶進行偵訊；復明知暴力刑求所取得之自白並不具有任意性，且該等非任意性自白極有可能誤導偵查、審判人員，致生冤抑。雖然黃瑞鵬等人冤殺江國慶，但臺北地檢署最終因追訴時效已過之理由，予以不起訴處分。
2017年8月，臺灣高等法院判決，除軍事檢察官黃瑞鵬被認定免責而不必賠償，陳肇敏、柯仲慶仍維持判賠1474萬元，其餘人員亦同前判。